# Толстоумово
Толстоумово — деревня в Сокольском районе Вологодской области.
Входит в состав Воробьёвского сельского поселения, с точки зрения административно-территориального деления — в Воробьёвский сельсовет. Расположена к северу от автодороги А123. 
Расстояние по автодороге до районного центра Сокола — 57 км, до центра муниципального образования Воробьёва — 1 км. Ближайшие населённые пункты — Горка, Лубодино, Воробьёво, Большое Яковково, Преображенское, Воксино.
По переписи 2002 года население — 8 человек.